# Josip Žužul
Josip Žužul, hrvaški admiral, * 20. februar 1923, † ?.

## Življenjepis
Leta 1939 je vstopil v KPJ in leta 1942 v NOVJ. Med vojno je bil poveljnik več enot; nazadnje 13. dalmatinske brigade.
Po vojni je bil poveljnik pehote JVM, poveljnik mornariško-desantne brigade, poveljnik pomorske cone, poveljnik flotilje,...